# ドコモ・バイクシェア
株式会社ドコモ・バイクシェア（DOCOMO bike share, Inc.）は、東京都港区に本社を置く、NTTドコモ傘下のレンタサイクル（自転車シェアリング）運営会社である。
2010年からNTTドコモが行っていたサイクルシェアリング事業を推進するため、2015年2月にNTTドコモとNTTグループのNTT都市開発・NTTデータ・NTTファシリティーズとの合弁で設立された。

## コミュニティサイクル

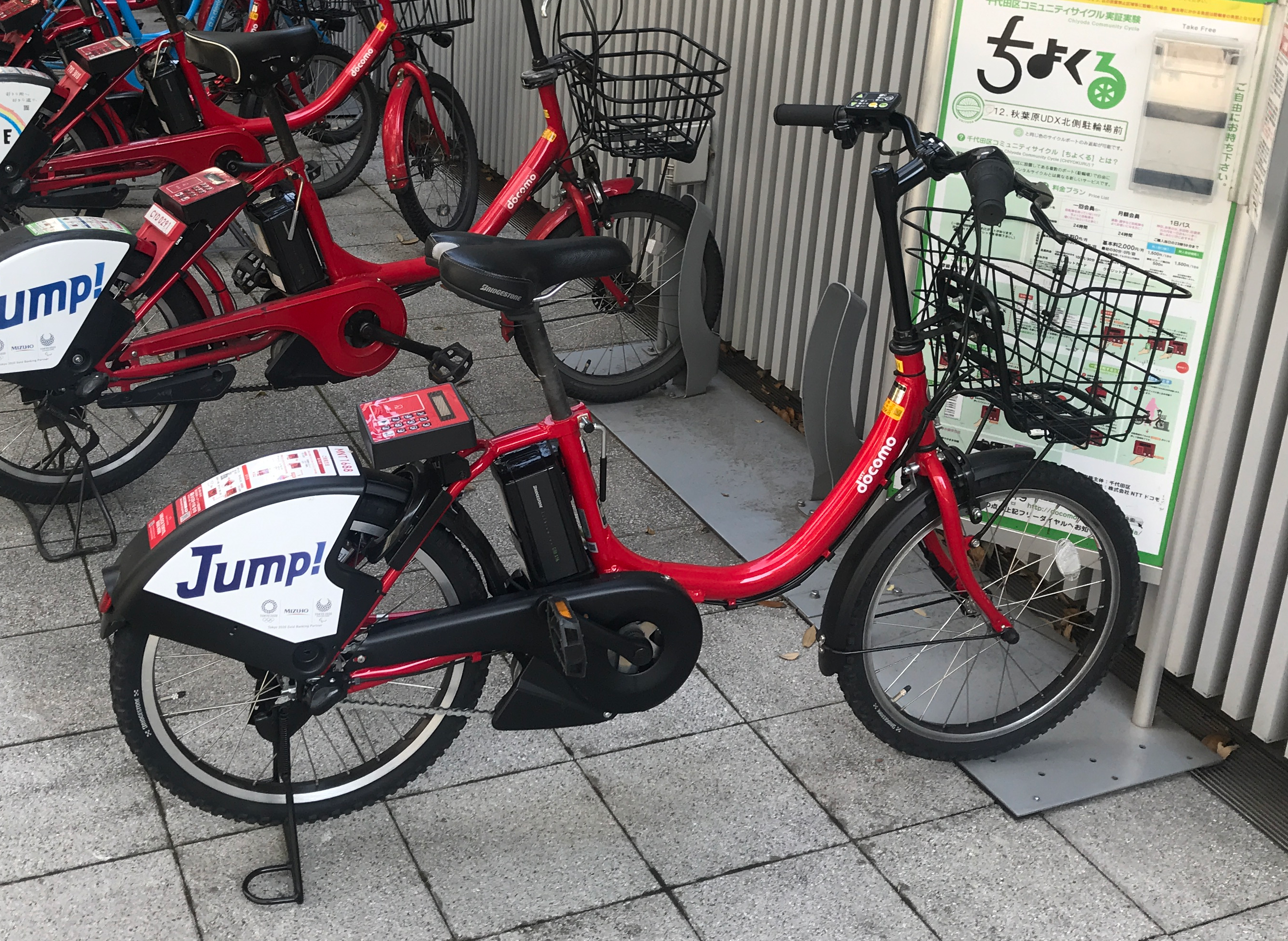
ちよくるで使われている、ブリヂストンサイクル bikke MOB

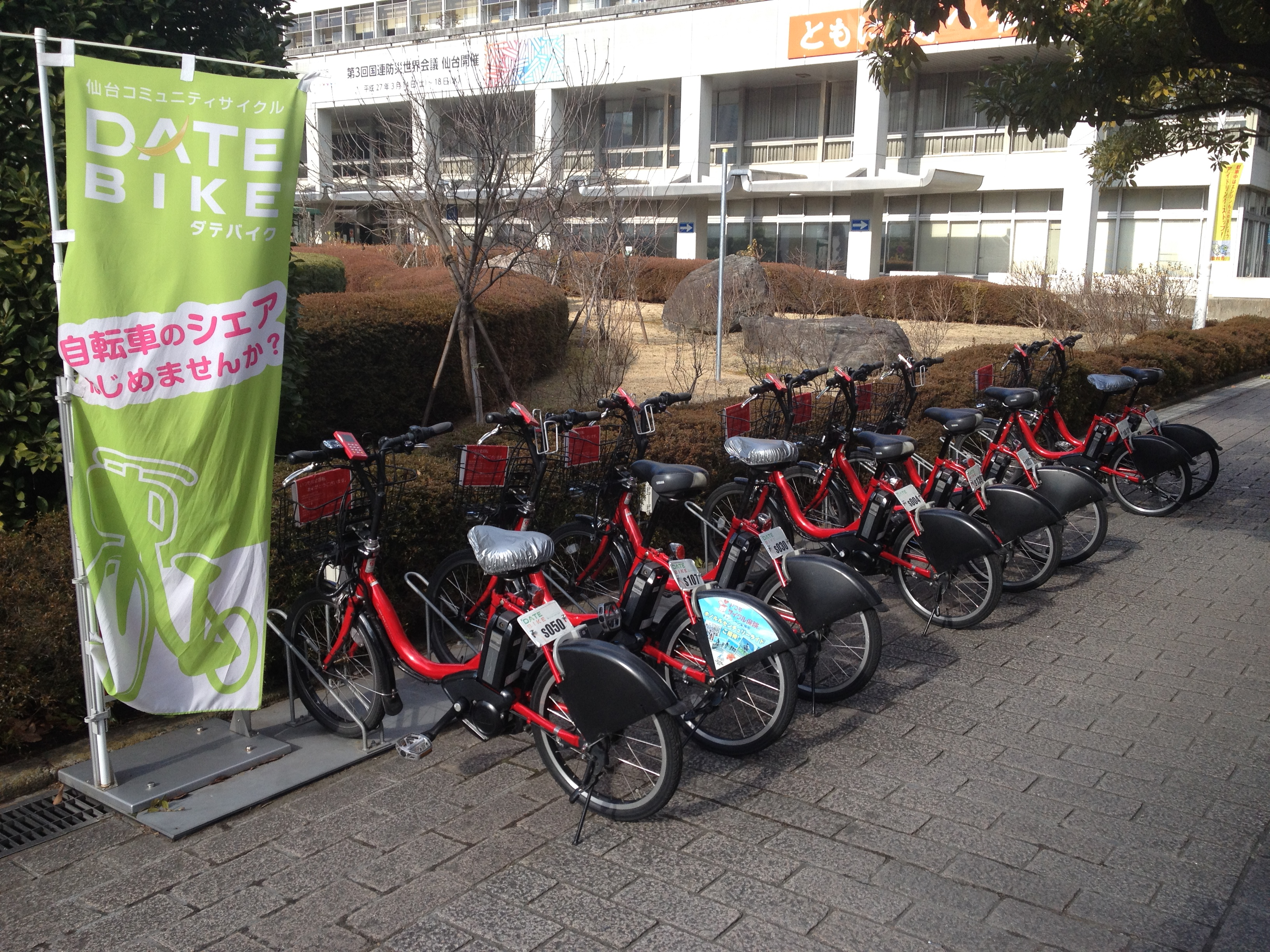
DATE BIKEのサイクルポート

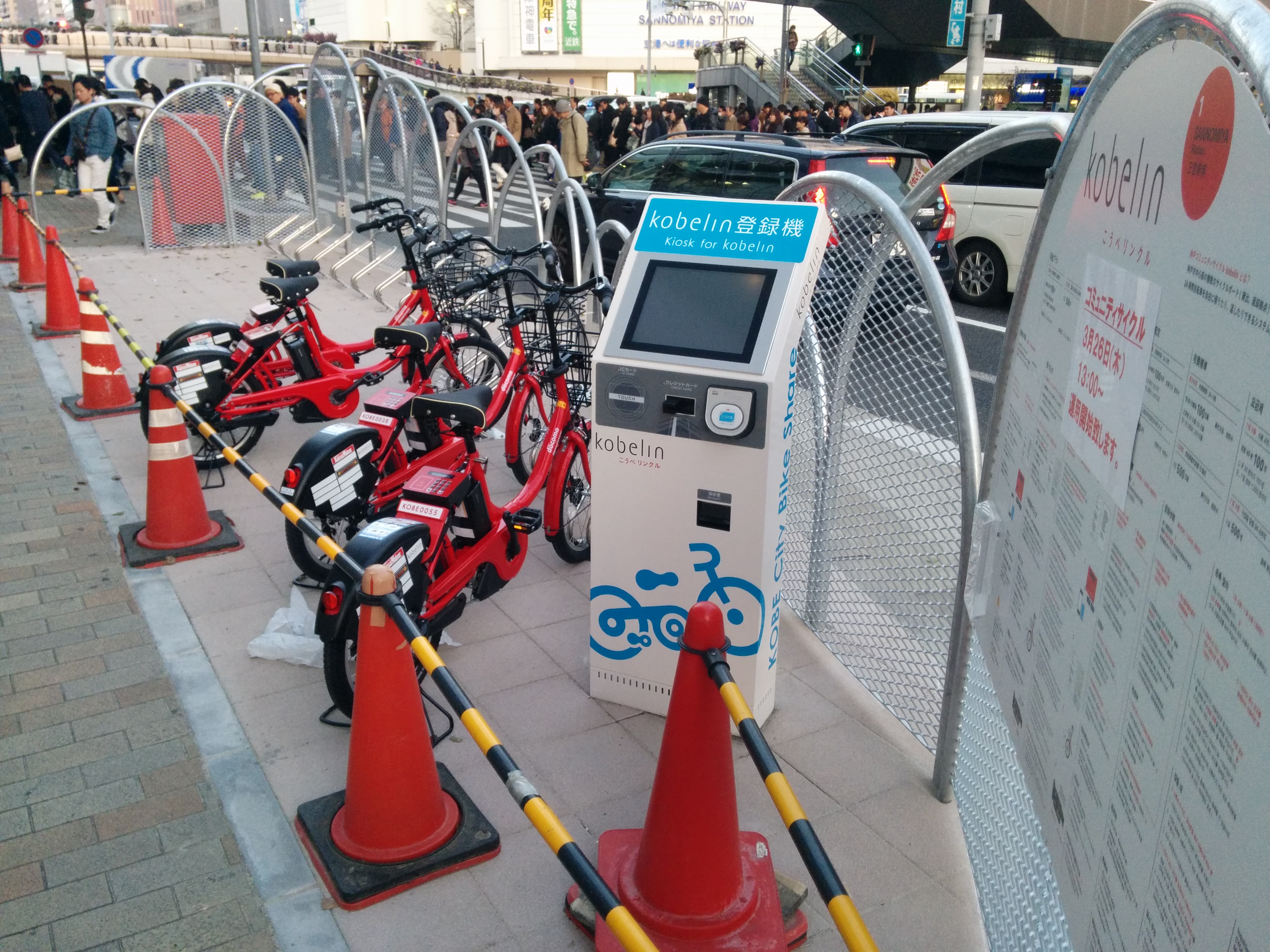
kobelinのサイクルポートと無人登録機

NTTドコモが開発した次世代コミュニティサイクルシステムを使い、予約・貸出・返却・課金処理や鍵の制御、バッテリー残量・GPSによる位置情報の取得を行っている。
また、自転車の後部には、遠隔操作が可能な馬蹄錠と、操作パネル・FeliCaカードリーダー・GPS・加速度センサー・携帯電話回線を使用したデータ通信モジュールが一体になった装置が設置されている。なお、この装置の電源は、電動アシスト用のバッテリーから供給されている。
このため、従来の機械式レンタルシステムと違い、サイクルポート設置には大掛かりな工事は不要で、自転車スタンドとビーコンを設置するだけでよい。このためわずかなスペースでも設置することができる。
自転車の車体は電動アシスト自転車を使用しており、NTTドコモのコーポレートカラーである赤色（ドコモレッド）で塗られている。全国的に同一仕様で揃えられているが、地域の実情や導入時期の違いにより細部が異なる場合もある。
2017年6月末時点で全国26都市でサービスを行っており、自転車は約7,700台、サイクルポートは約760カ所、登録会員数は約39万人（システム提供先も含む）。2017年度の利用実績は約470万回（システム提供先を除く）。
かつては同一アカウントを全国で使用することができず、地域ごとに異なるアカウントを取得する必要があった。しかし、2019年2月より順次ユーザIDの連携が開始され、大半のエリアではアカウントの相互利用が可能となっている。
また、東京都区部のうち11区では区を跨いだ利用ができる（東京・自転車シェアリング）ほか、HUBchariと大阪バイクシェアも相互乗り入れが可能である。
2024年7月10日、ソフトバンクグループのレンタサイクル運営会社で「HELLO CYCLING」を運営しているOpenStreetとの間で業務提携を締結。2025年度に一部地域のサイクルポートを共用化することを発表した。

### 使用車種
ブリヂストンサイクル
ASSISTA UNI 20
bikke MOB - 後輪の黒い大型の泥除けが特徴的で、地域によってはこの部分に広告ステッカーが張られている。
パナソニック サイクルテック
エネモービルS
グリッターEB
ヤマハ発動機
PAS Brace XL
PAS CITY-C
出典

### 運営受託
☆はユーザIDの共通利用対象エリア
- ☆baybike（神奈川県横浜市） -  2011年4月に実証実験を開始し、2014年3月サービス開始　NTTドコモから運営を引き継ぐ
- ☆江東区コミュニティサイクル (東京都江東区) - 2012年11月21日実証実験開始　NTTドコモから運営を引き継ぐ
- ☆DATE BIKE（宮城県仙台市） - 2013年3月サービス開始　NTTドコモから運営を引き継ぐ
- ☆ちよくる (東京都千代田区) - 2014年9月20日実証実験開始　NTTドコモが運営
- ☆港区自転車シェアリング (東京都港区)　2014年10月1日実証実験開始　NTTドコモから運営を引き継ぐ
- ☆ぴーすくる（広島県広島市） - 2015年2月22日サービス開始　NTTドコモとツアーズ広島が運営
- ☆中央区コミュニティサイクル (東京都中央区) - 2015年10月1日実証実験開始
- ☆新宿区自転車シェアリング（東京都新宿区） - 2016年10月1日実証実験開始
- ☆文京区自転車シェアリング（東京都文京区） - 2017年1月23日実証実験開始
- ☆大田区自転車シェアリング（東京都大田区） - 2017年3月25日実証実験開始
- ドコモ・バイクシェア・メンバーズ（栃木県日光市 鬼怒川温泉・東京都世田谷区 ドコモショップ千歳船橋店） - 2017年7月21日サービス開始、鬼怒川温泉地域のみ2019年3月7日に終了
- ☆渋谷区シェアサイクル（東京都渋谷区） - 2017年10月1日実証実験開始
- ☆練馬区シェアサイクル（東京都練馬区） - 2017年10月1日実証実験開始
- ☆品川区シェアサイクル（東京都品川区） - 2017年10月18日実証実験開始
- ☆奈良バイクシェア（奈良県奈良市） - 2018年3月24日サービス開始
- ☆大阪バイクシェア（大阪府大阪市 大阪環状線周辺） - 2018年5月23日サービス開始 JR西日本大阪環状線周辺地域が対象　HUBchariと相互利用可能
- ☆おおいたサイクルシェア（大分県大分市・別府市） - 2018年10月1日実証実験開始　開始当初はジョイフルが命名権をもち、「Joyfull BIKE」の名称だった[10]　また、2020年1月31日まではE&Hシェアマネジメント(株)へのシステム提供[11]
- ☆川崎バイクシェア（神奈川県川崎市） - 2018年12月10日サービス開始
- ☆目黒区自転車シェアリング（東京都目黒区） - 2019年1月16日実証実験開始
- ☆中野区シェアサイクル（東京都中野区） - 2020年7月20日実証実験開始[12]
- ☆姫路市シェアサイクル姫ちゃり（兵庫県姫路市） - 2014年10月1日 姫路市の独自サービスとして開始、2023年8月末をもってリニューアルのため休止、2023年11月1日よりドコモ・バイクシェアにサービス移行

#### サービス終了
- Tokyo Shinjuku City Bike Share (東京都新宿区)  - 2015年8月3日サービス開始　主に外国人観光客向け　後に新宿区自転車シェアリングに統合
- 東北自転車旅（青森県・岩手県） - 2016年8月23日サービス開始、2019年3月31日サービス終了　全6か所　復興庁「『新しい東北』交流拡大モデル事業」の一環　冬季休業

### システム提供
☆はユーザIDの共通利用対象エリア 
- ☆こうべリンクル (兵庫県神戸市) - 2015年3月26日サービス開始　サイカパーキング(株)が運営
- ☆ぐるりん（山梨県甲州市） - 2016年4月1日サービス開始　甲州市役所観光商工課が運営
- 養鉄トレクル（岐阜県揖斐郡池田町・揖斐川町） - 2016年7月16日サービス開始　池田・揖斐川レンタサイクル推進協議会が運営
- おのみちコミュニティサイクル（広島県尾道市） - 2016年9月実証実験を開始し、11月にサービス開始　(一社)しまなみジャパンが運営
- ☆HUBchari（大阪府大阪市） - 電動アシスト自転車導入に伴い、「HUBchari スマート会員」として2017年1月10日サービス開始　NPO法人Homedoorが運営　大阪バイクシェアと相互利用可能
- 奥日光サイクルシェア（栃木県日光市 日光自然博物館） - 2017年10〜11月に実証実験を実施し、2018年4月サービス開始　サイクルポートは1カ所（2018年5月現在）
- サイクリングシェアサービス ちゅらチャリ（沖縄県那覇市） - 2017年3月6日サービス開始　(一財)沖縄観光コンベンションビューローが運営　2018年7月まではドコモ・バイクシェアが運営受託していた[13]
- ☆ポロクル（北海道札幌市） - 　冬季休業　2019年4月26日実証実験開始　NPO法人ポロクルが運営　2018年シーズンまでは独自システム
- ☆カリテコバイク（愛知県名古屋市名駅・栄エリア） - 2019年5月サービス開始　名鉄協商(株)が運営
- ☆まちのり（石川県金沢市） - 2020年3月1日サービス開始　(株)日本海コンサルタントが運営　2020年1月13日までは別システム(INTERSTREET)だった[14]
- ☆つるがシェアサイクル（福井県敦賀市） - 2020年4月1日サービス開始[15]　(株)日本海コンサルタントが運営
- ☆つまごいパノラマレンタサイクル（群馬県嬬恋村） - 2020年7月31日サービス開始[16]　(一社)嬬恋村観光協会が運営
- なすしおばらシェアサイクル（栃木県那須塩原市） - 2020年8月14日実証実験開始　NASPO(株)が運営[17]
- チャリカモ（岐阜県美濃加茂市） - (同)カモケンラボが運営
- にいがたシェアバイク（新潟県新潟市） - 2021年5月サービス開始　(一社)にいがたレンタサイクルが運営
- ☆スマート駅リンくん（兵庫県明石市） - 2021年7月21日実証実験開始[18]　JR西日本レンタカー＆リース(株)が運営
- ☆かさまCYCLING（茨城県笠間市） - 2020年10月1日～11月23日に「かさまちライド」の名称で実証実験をおこなった[19]のち、2021年9月16日サービス開始[20]　(一社)笠間観光協会が運営
- ☆サカイサイクルシェア（茨城県境町） - 2022年1月28日サービス開始[21]　(株)さかいまちづくり公社が運営

#### サービス終了
- あまくまサイクル （鹿児島県大島郡瀬戸内町 加計呂麻島） - 2016年8月30日サービス開始、2019年頃にサービス終了
- Let's Bike（神奈川県西部・千葉県・静岡県・沖縄県宮古島市） - 2016年2月28日サービス開始　(株)陽報が運営　沖縄県宮古島市は「TIDA BIKE」のサービス名で2019年7月19日開始[22]　静岡県と沖縄県宮古島市は2020年9月30日サービス終了

### 実証実験・試乗イベント
試乗イベントと、短期間の実証実験のみ記載（☆はユーザIDの共通利用対象エリア）
- 奥入瀬渓流エコロードフェスタ（青森県十和田市 奥入瀬渓流） - 2015年10月29・30日はDATE BIKEのシステム、2016年10月29・30日は東北自転車旅のシステムを使用
- 大崎上島（広島県豊田郡大崎上島町） - 2016年1〜3月
- 岐阜県池田町サイクリング グリーンツーリズム（岐阜県揖斐郡池田町） - 2016年2〜3月
- 志摩ちゃりレンタ（三重県志摩市） - 2016年3月より
- 京急久里浜線 三浦海岸駅・三崎口駅（神奈川県三浦市） - 2016年4〜5月
- 日光春ポタ！2016（栃木県日光市） - 2016年4月24日
- びわちゃり（滋賀県大津市） - 2016年4〜5月
- 八丈島（東京都八丈町） - 2016年7〜9月
- 明和町日本遺産活用推進協議会（三重県多気郡明和町） - 2016年10〜11月
- BIKE TOKYO 2016（東京都江東区有明 東京臨海広域防災公園） - 2016年11月27日
- 美祢市観光協会（山口県美祢市） - 2017年2〜3月
- バイクシェア水戸（茨城県水戸市） - 2020年2月15日～3月29日[23]
- 東京渓谷サイクリング（東京都あきる野市・青梅市） - 2020年2月25日～2021年1月末[24]
- 奥京都MaaS（京都府京都市） - 2020年10月31日～11月3日,12月5日～6日,12日～13日[25]
- ☆上田市・千曲市広域シェアサイクル社会実験（長野県上田市・長野県千曲市） - 2021年7〜12月